# Pöstyéni járás

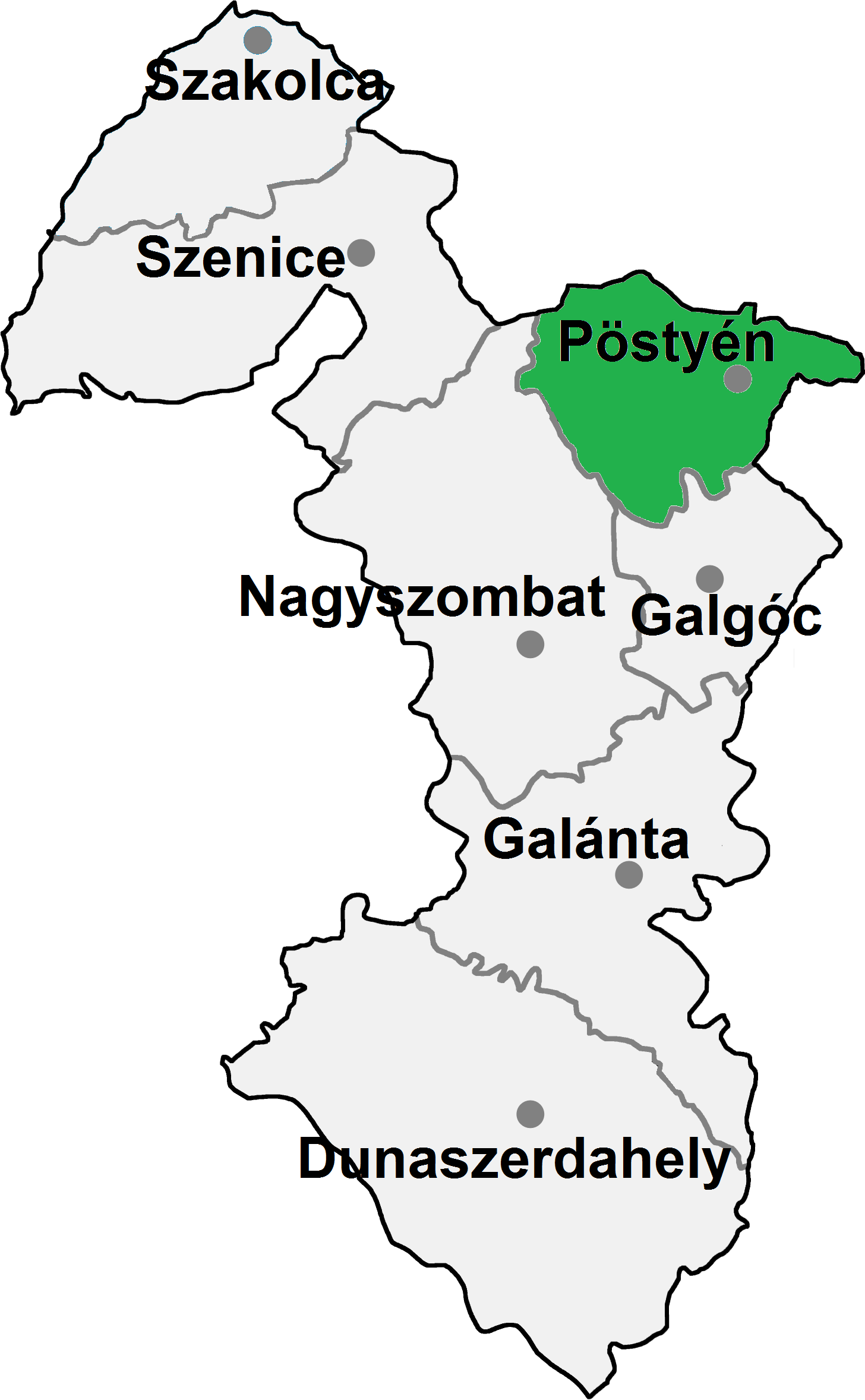
A Pöstyéni járás

A Pöstyéni járás (szlovákul: Okres Piešťany) Szlovákia Nagyszombati kerületének közigazgatási egysége.
Területe 381 km², lakossága 63 152 (2011), székhelye Pöstyén (Piešťany).
A járás területe egykor teljes egészében Nyitra vármegye része volt.

## Népessége
| Év:            | 1994.  | 2004.   | 2014.   | 2024.   |
| -------------- | ------ | ------- | ------- | ------- |
| Emberek száma: | 64 048 | 63 964  | 63 168  | 61 773  |
| Eltérés:       |        | -0,13 % | -1,24 % | -2,20 % |

| Év:            | 2023.  | 2024.   |
| -------------- | ------ | ------- |
| Emberek száma: | 62 015 | 61 773  |
| Eltérés:       |        | -0,39 % |

## A Pöstyéni járás települései
- Alsólopassó (Dolný Lopašov)
- Bánka (Banka)
- Bassóc (Bašovce)
- Besenyőpetőfalva (Pečeňady)
- Cseterőc (Šterusy)
- Csipkés (Šípkové)
- Dubovány (Dubovany)
- Ducó (Ducové)
- Hubafalva (Hubina)
- Köcsény-Lancsár (Kočín – Lančár)
- Krakovány (Krakovany)
- Moraván (Moravany nad Váhom)
- Nagykosztolány (Veľké Kostoľany)
- Nagyőrvistye (Veľké Orvište)
- Nézsnafalva (Nižná)
- Osztró (Ostrov)
- Pöstyén (Piešťany)
- Prasnikirtvány (Prašník)
- Rákfalu (Rakovice)
- Ratnóc (Ratnovce)
- Vágbori (Borovce)
- Vágdebrőd (Drahovce)
- Vágterbete (Trebatice)
- Vágszakaly (Sokolovce)
- Verbó (Vrbové)
- Vígvár (Veselé)
- Vittenc (Chtelnica)